# Tore Hollung
Tore Hollung (1954. május 27. –) norvég nemzetközi labdarúgó-játékvezető.

## Pályafutása

### Nemzeti kupamérkőzések
Vezetett Kupa-döntők száma: 1.

#### Norvég Kupa
| Időpont | Helyszín               | Mérkőzés típusa | Mérkőzés             | Eredmény | Nézők száma |
| ------- | ---------------------- | --------------- | -------------------- | -------- | ----------- |
| 1985.   | Ullevaal Stadion, Oslo | döntő           | Lillestrøm–Vålerenga | 4 : 1    | 18 500      |

### Nemzetközi játékvezetés
A Norvég labdarúgó-szövetség Játékvezető Bizottsága (JB) 1987-ben terjesztette fel nemzetközi játékvezetőnek, a Nemzetközi Labdarúgó-szövetség (FIFA) bíróinak keretébe. Több nemzetek közötti válogatott és klubmérkőzést vezetett. A norvég nemzetközi játékvezetők rangsorában, a világbajnokság-Európa-bajnokság sorrendjében többedmagával a 14. helyet foglalja el 2 találkozó szolgálatával. Az aktív nemzetközi játékvezetéstől 1998-ban a FIFA 45 éves korhatárát elérve búcsúzott. Válogatott mérkőzéseinek száma: 4.

#### Világbajnokság
A világbajnoki döntőhöz vezető úton Egyesült Államokba a XV., az 1994-es labdarúgó-világbajnokságra a FIFA JB bíróként alkalmazta.
| Időpont         | Helyszín                  | Mérkőzés típusa           | Mérkőzés          | Eredmény | Nézők száma |
| --------------- | ------------------------- | ------------------------- | ----------------- | -------- | ----------- |
| 1993. május 19. | Kadriorg Stadion, Tallinn | előselejtező (7. csoport) | Észtország–Skócia | 0 : 3    | 5 100       |

#### Európa-bajnokság
Az európai-labdarúgó torna döntőjéhez vezető úton Angliába a X., az 1996-os labdarúgó-Európa-bajnokságra az UEFA JB játékvezetőként foglalkoztatta.
| Időpont           | Helyszín                  | Mérkőzés típusa           | Mérkőzés           | Eredmény | Nézők száma |
| ----------------- | ------------------------- | ------------------------- | ------------------ | -------- | ----------- |
| 1995. április 26. | Kadriorg Stadion, Tallinn | előselejtező (7. csoport) | Észtország–Ukrajna | 0 : 1    | 1 100       |